# Anthostomella bipileatus
Anthostomella bipileatus är en svampart som beskrevs av J. Fröhl. & K.D. Hyde 2000. Anthostomella bipileatus ingår i släktet Anthostomella och familjen kolkärnsvampar.   Inga underarter finns listade i Catalogue of Life.